# Julius Leefson
Julius Leefson (Amsterdam, 31 december 1876 – New York, 8 november 1960) was een Amerikaans pianist van Nederlandse komaf.
Hij was zoon van muziekonderwijzer Izaak Mozes Leefson en Helena Benedicts, wonende aan de Warmoesstraat 39. Hij is de jongere broer van Maurits Leefson. Hijzelf trouwde met Sara Cassutto/Celine Leefson.
Hij kreeg zijn muziekopleiding aan het Conservatorium van Amsterdam van docenten als Henri Tibbe en Louis Coenen. Daarna volgde een studie in Keulen bij prof. Isidor Seiss en Koninklijk Conservatorium Brussel bij Arthur De Greef. Hij trad vervolgens op in West-Europa, als solist of als onderdeel van het Brusselsch Trio. Er zijn concerten van hem bekend met Daniël de Lange.
Vanaf 1905 was hij in de Verenigde Staten te vinden, waar hij aan het Leefson-Hille Conservatory of Music in Philadelphia (Pennsylvania) van Maurits Leefson en Gustav Hille werkte. Hij trad ook daar als solist op.
Hij kwam echter af en toe nog naar Amsterdam, voordat hij zich in 1922 definitief in de VS vestigde.